# Centralsvensk gårdstyp

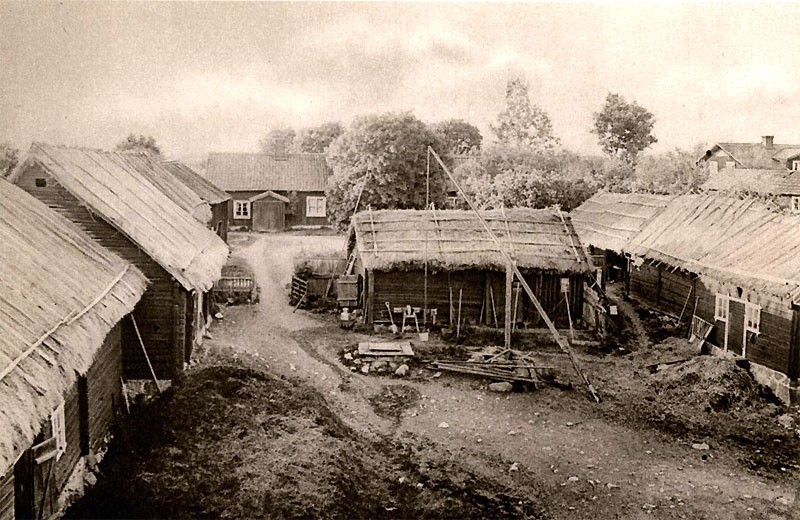
Härkeberga kaplansgård från 1700-talet är ett exempel på en centralsvensk gårdstyp. Mitt på bilden syns stallet som delar in gårdsplanen i mangård och fägård.

Centralsvensk gårdstyp är äldre typ av svensk gårdsbebyggelse, förekommande i Västmanland, Närke, stora delar av Uppland utom de östligaste delarna, sydligaste Gästrikland och Dalarna, samt nordvästra Södermanland.
Gårdarna kännetecknas av att ha en genom stallet skild man- och fägård. Ibland skiljer man även ut den mellansvenska gårdstypen där man- och fägård är helt åtskilda gårdsfyrkanter, medan den centralsvenska gårdstypen oftast har en rektangulär kringbyggd form, där avträde och stall skiljer gårdsplanen i två halvor. Den mellansvenska gårdstypen är vanligast i centralsvenska gårdstypens centralområde, runt Mälardalen.
Byggnadsskickets ålder och ursprung är oklart, men redan på 1500-talet finns en tydlig gräns mellan nordsvenska och centralsvenska gårdstyper. Den götiska gårdstypen verkar däremot trängt norrut och delvis ersatt de centralsvenska gårdarna.
I de centrala delarna av områdets utbredning börjar gårdstypen under inflytande av herrgårdsbebyggelsen och prästgårdarna redan under början på 1800-talet ersättas med modernare bebyggelse, medan det i mer avlägsna trakter dröjer till slutet av 1800-talet innan bebyggelsen börjar brytas upp. Storskiftet och dess utflyttning av gårdar innebar i många fall att de äldre gårdsformerna bröts upp.